# حسین معلم
حسین معلم (زاده ۱۳۴۱ در یزد) نویسنده، روزنامه‌نگار ، طنزپرداز و استاد دانشگاه ایرانی است. وی تألیفاتی در باب ادبیات کهن ایران، احادیث اسلامی و ادبیات داستانی دارد. او همچنین پژوهش‌هایی در مورد طنز دارد و از مؤلفین کتب ادبیات فارسی دوره راهنمایی تحصیلی است.

## زندگی
تحصیلات ابتدایی و متوسطه را در یزد گذراند. سپس در دانشگاه تربیت معلم یزد پذیرفته شد و کارشناسی مدیریت آموزشی گرفت. بعد از آن، به عنوان دبیر ادبیات فارسی در مدارس استان یزد مشغول کار شد. از استادان وی در رشتهٔ ادبیات فارسی می‌توان به محمدرضا سنگری و بهاءالدین خرمشاهی اشاره کرد.

## آثار
- هدیه معلم (۱۳۷۶)
- یک حدیث، یک حکایت (۱۳۸۲)
- حکایت نامه (۱۳۸۶)
- زنگ انشا (۱۳۸۶)
- کارگاه نویسندگی با دیباچه دکتر محمدرضا سنگری (۱۳۸۸)
- بهترین نویسنده شهر (۱۳۹۲)
- جهان بدون معلم تاریک می شود (۱۳۹۵)
- حافظ شیرین سخن با مقدمه بهاالدین خرمشاهی  (۱۳۹۵)